# 테사 제임스
테사 제임스(Tessa James, 1991년 4월 17일 ~ )는 오스트레일리아의 배우, 모델이다.